# Щербаков, Владимир Александрович (футболист)
Владимир Александрович Щербаков (26 октября 1945, Москва — 1993, Москва) — советский футболист, нападающий. Мастер спорта СССР (1964).

## Биография
Воспитанник московской ФШМ. Первый сезон в команде мастеров провёл в 1963 году в ЦСКА. Со следующего года выступал за «Торпедо», стал чемпионом СССР в 1965 году. Из команды был отчислен в начале 1968 года из-за пристрастия к алкоголю.
Вернувшись в ЦСКА, Щербаков сыграл в сезоне 17 матчей, а на следующий год перешёл в команду второй группы «А» «Политотдел» (Ташкентская область), где играл до 1971 года.
Последний сезон провёл в ярославском «Шиннике».
4 сентября 1965 года сыграл единственный домашний товарищеский матч в составе сборной СССР против Югославии (0:0).
В 1993 году был зарезан в Кунцеве.